# Caran d'Ache
Caran d'Ache (Moscú, 6 de noviembre de 1858 - París, 25 de febrero de 1909) fue el seudónimo utilizado por Emmanuel Poiré, caricaturista e historietista francés del siglo XIX. "Caran d'Ache" proviene de la palabra rusa karandash (карандаш), que significa lápiz (del turco kara taş, "piedra negra"). Sus primeros trabajos glorificaban la Era Napoleónica, posteriormente creó "historias sin palabras" y trabajó en periódicos como Lundi du Figaro. Se le considera uno de los primeros grandes historietistas franceses, junto a Christophe.

## Biografía
Nació el 6 de noviembre de 1858 en Moscú - fue nieto de un oficial de la Grande Armée de Napoleón Bonaparte, quien tras ser herido en la Batalla de Borodino, debió permanecer en Rusia. Tras la muerte de su abuelo, fue adoptado por una familia polaca cuya hija contrajo matrimonio posteriormente con él.

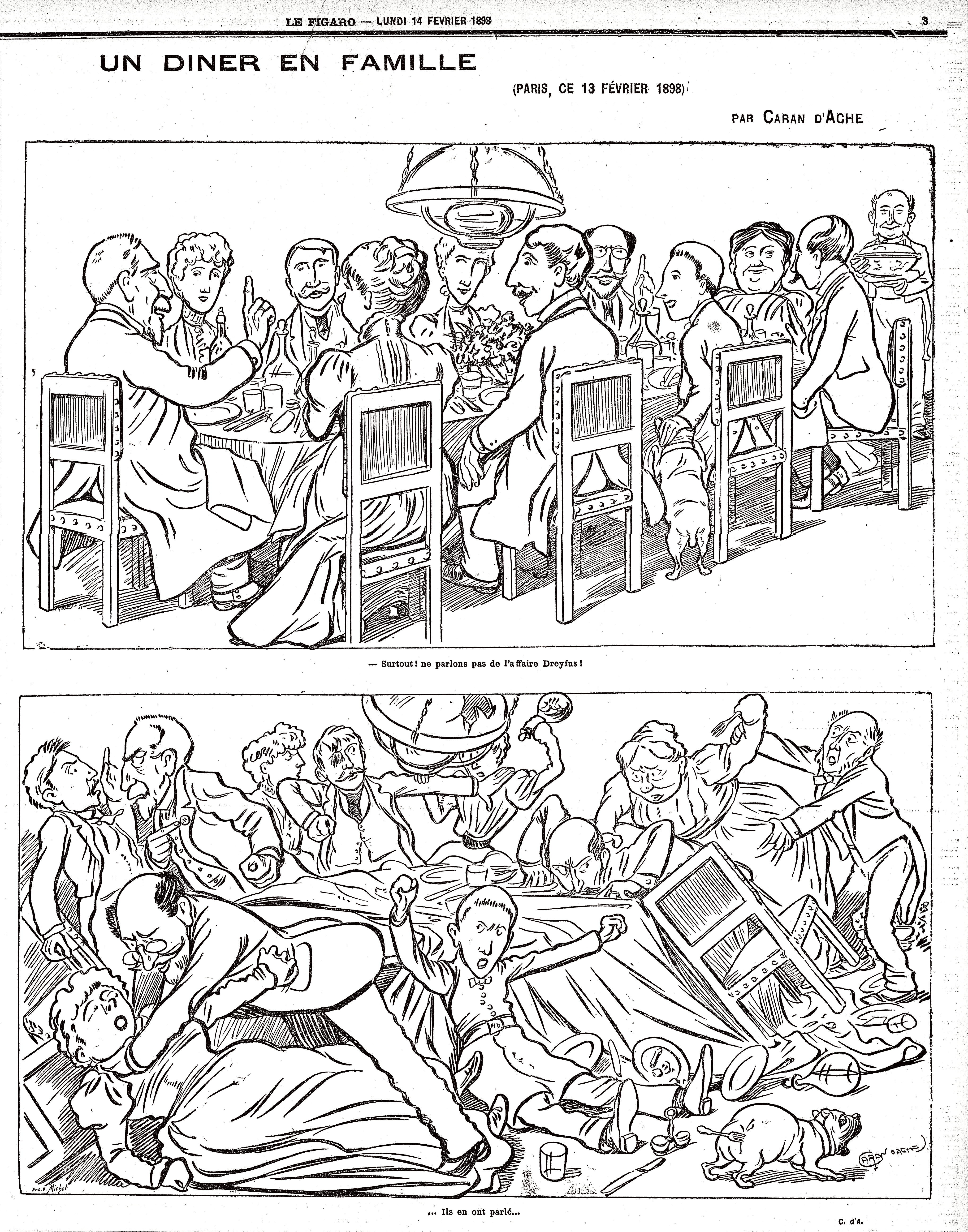
Una de las caricaturas más famosas de Caran d'Ache. El Caso Dreyfus dividió a gran parte de la sociedad francesa. En el dibujo se muestra la cena de una familia ficticia. En el primer panel un personaje dice "no discutamos el Caso Dreyfus". En el siguiente se ve a la familia peleando y la frase "lo discutieron".

En 1877, Caran d'Ache se trasladó a Francia, donde obtuvo la nacionalidad de este país y formó parte del ejército durante cinco años. Posteriormente estuvo a cargo del diseño de uniformes para el ministro de la guerra y trabajó además en el periódico La Vie militaire, donde realizó varias caricaturas e ilustraciones.
Falleció en París el 25 de febrero de 1909 a la edad de 50 años.

## Trabajos
- 1880: Sus primeras caricaturas de guerra fueron publicadas en Le Chronique Parisienne.[4]
- 1892: Caran d'Ache publicó Carnet de Chèques basado en el Escándalo de Panamá.
- 1895: Comenzó a trabajar en caricaturas editoriales (cada lunes) para el diario Le Figaro, y posteriormente en Le Rire.
- 1898: Émile Zola publicó J’accuse…! (Yo acuso), sobre el Caso Dreyfus donde denunció las falsas acusaciones hechas contra Dreyfus. En respuesta y parodiando J’accuse…! Caran d'Ache funda Psst... ! junto al caricaturista Forain, una revista que tuvo 85 números, los cuales incluían dibujos realizados por ambos. Criticaban algunos aspectos de la sociedad y sus escándalos.